# Frédéric Edmond Bourdériat
Frédéric Bourdériat est un général de division de l'armée française, né le 6 novembre 1857 à Pont-à-Mousson (Meurthe) et mort le 2 mars 1921 à Paris.

## Biographie
De 1875 à 1877, il suit les cours de Saint-Cyr dans la promotion Dernière de Wagram. Il en sort 16e sur 346, sous-lieutenant de cavalerie au 9e régiment de chasseurs à cheval.
De 1877 à 1878, il suit les cours de l'école de cavalerie comme élève officier. Il en sort au 4e rang sur 81. Le 13 octobre 1878, il est nommé au 2e régiment de dragons.
Il passe lieutenant au 24e régiment de dragons le 14 juin 1881.
En 1884, il suit les cours de l'école de cavalerie comme officier instructeur. Il en sort au 6e rang sur 40.
Il est nommé au 14e régiment de dragons le 1er janvier 1885.
Il passe capitaine au 7e régiment de cuirassiers le 30 août 1886. Il est nommé au 2e régiment de cuirassiers le 10 décembre 1887.
De 1886 à 1888, il suit les cours de l'ESG (École supérieure de guerre). Il en sort au 6e rang sur 72.
Il est nommé à l'état-major de la 7e division de cavalerie le 16 octobre 1893.
Il passe chef d'escadron au 23e régiment de dragons le 31 mai 1896.
Il est nommé à l'ESG, au poste de professeur adjoint de tactique appliquée de cavalerie le 13 juillet 1898 puis au poste de professeur le 16 octobre 1901. Il passe lieutenant-colonel le 1er octobre 1902 et colonel le 24 juin 1906.
Le 23 mars 1907, il succède au colonel Gallet à la tête du 5e régiment de dragons.
Le 24 juin 1910 il est nommé général de brigade commandant de l'école d'application de Saumur. En 1910, il est chef d'état-major de l'arbitrage des Grandes manœuvres de Picardie.
Il devient chef du cabinet militaire du ministre de la guerre Alexandre Millerand le 17 janvier 1912.
Le 26 janvier 1913, il prend le commandement par intérim de la 33e DI et des subdivisions d'Agen, de Cahors, de Marmande et de Montauban.
Le 9 septembre 1913, il prend le commandement par intérim de la 13e division d'infanterie et de la subdivision de Langres. Nommé général de division le 1er novembre 1913, il conserve le commandement de la 13e division d'infanterie jusqu'au 26 août 1914.

## Première Guerre mondiale
- À l'entrée en guerre, il commande la 13e DI (21e corps d'armée, 1re armée).
- Il participe aux opérations de couverture à la frontière dans les hautes vallées de la Plaine et de la Bruche, et commande notamment les combats du Donon et du Petit Donon les 20 et 21 août 1914, suivis de la retraite jusqu'à la Meurthe.
- Mis en disponibilité du 26 août 1914 au 1er novembre 1914.
- Commandant de la 89e Division d'Infanterie Territoriale du 1er septembre 1914 au 16 novembre 1914.
- Mis en disponibilité du 16 novembre 1914 au 18 mars 1915.
- Placé en section de réserve le 22 mars 1915.

## Distinctions
- Officier de la Légion d'honneur le 12 juillet 1913
- Commandeur de la Légion d'honneur le 20 mars 1915